# Caryanda palawana
Caryanda palawana är en insektsart som först beskrevs av Willy Adolf Theodor Ramme 1941.  Caryanda palawana ingår i släktet Caryanda och familjen gräshoppor. Inga underarter finns listade i Catalogue of Life.